# Monte Ferru (Cuglieri)

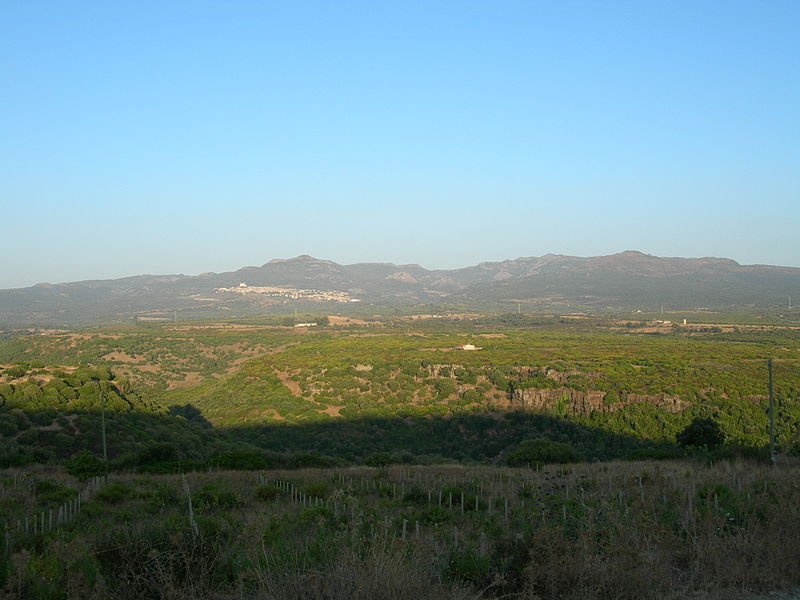
Blick auf den Monte Ferru von Cuglieri aus

Der Monte Ferru (übersetzt: Eisenberg) ist das größte, erloschene Vulkanmassiv auf Sardinien. Es besteht hauptsächlich aus stark eisenhaltigem Basalt- und Trachytgestein. Der hohe Eisenanteil gab dem Berg die eigentümliche rote Farbe. 
Die höchsten Gipfel im Massiv sind der kahle Monte Urtigu mit 1050 m und der Monte Entu mit 1024 m. Interessant sind die Türme des Monte Su Pertusu (990 m) aus Trachyt. Die feuchten Nord- und Westhänge sind von Steineichenwäldern bedeckt. Aufgrund ihrer landschaftlichen Schönheiten und des Vorhandenseins der Europäischen Eibe (Taxus Baccata) wurde die Gegend zum Schutzgebiet erklärt. Wegen der hier vorkommenden Gänsegeier (grifonis) wird das Massiv auch als Volcano di Griffoni bezeichnet.
Am nördlichen Hang des Monte Ferru liegt die Kleinstadt Cuglieri in der Provinz Oristano, am Osthang das Städtchen Santu Lussurgiu mit San Leonardo de Siete Fuentes. Sie sind über eine Straße verbunden, deren Pass Punta Arancola im Monte Ferru-Massiv auf 876 m Höhe liegt.